# Pink Sport Time
A.S.D. Pink Sport Time – włoski klub piłki nożnej kobiet, mający siedzibę w mieście Bari, na południu kraju.

## Historia
Chronologia nazw:
- 2001: A.S.D. Pink Sport Time

Klub piłkarski A.S.D. Pink Sport Time został założony w miejscowości Bari w 2001 roku. Najpierw występował w rozgrywkach lokalnych. W 2004 dołączył do FIGC, a w sezonie 2006/07 zwyciężył w Serie C Puglia i awansował do Serie B. W debiutowym sezonie 2007/08 zajął 10.miejsce w grupie E Serie B i spadł z powrotem do Serie C. W następnym sezonie 2008/09 znów zwyciężył w Serie C Puglia-Basilicata i po raz drugi awansował do Serie B. W drugim sezonie (2009/10) na drugim poziomie był drugim w grupie D Serie B. Od następnego sezonu liga nazywała się Serie A2. W kolejnych sezonach klub był w grupie D na 10.miejscu w 2011 oraz na 7.miejscu w 2012. Sezon 2012/13 zakończył znów na drugiej pozycji w grupie D. W 2013 liga wróciła do nazwy Serie B. W sezonie 2013/14 zwyciężył w grupie D Serie B, zdobywając historyczny awans do Serie A. Po zakończeniu sezonu 2014/15 uplasował się na spadkowym 12.miejscu, jednak utrzymał się w Serie A, po tym jak Torres Calcio Femminile nie przystąpił do rozgrywek w lidze. Następny sezon 2015/16 zakończył na 10.miejscu i tym razem został oddelegowany do Serie B. W sezonie 2016/17 zwyciężył w grupie D Serie B i wrócił do Serie A. W sezonie 2017/18 zajął 10.miejsce.

## Sukcesy

### Trofea międzynarodowe
Nie uczestniczył w rozgrywkach europejskich (stan na 31-05-2018).

### Trofea krajowe
| \| \| Zdobyte trofea w rozgrywkach Włoch (stan na: 31-05-2018) \| |                                                          |      |                                      |
| Rozgrywki                                                         | Osiągnięcie                                              | Razy | Sezon(y)                             |
| Mistrzostwo                                                       | I miejsce                                                | 0    |                                      |
| Mistrzostwo                                                       | II miejsce                                               | 0    |                                      |
| Mistrzostwo                                                       | III miejsce                                              | 0    |                                      |
| Mistrzostwo                                                       | 10.miejsce                                               | 1    | 2017/18                              |
| Puchar                                                            | zdobywca                                                 | 0    |                                      |
| Puchar                                                            | finalista                                                | 0    |                                      |
| Puchar                                                            | półfinalista                                             | 1    | 2017/18                              |
| II liga                                                           | I miejsce                                                | 2    | 2013/14 (grupa D), 2016/17 (grupa D) |
| II liga                                                           | II miejsce                                               | 2    | 2009/10 (grupa D), 2012/13 (grupa D) |
| II liga                                                           | III miejsce                                              | 0    |                                      |
| Włochy                                                            | Zdobyte trofea w rozgrywkach Włoch (stan na: 31-05-2018) |      |                                      |

- Serie C Puglia (III poziom):
  - mistrz: 2006/07, 2008/09

## Stadion
Klub rozgrywa swoje mecze domowe na stadionie Antonio Antonacci w Bitetto niedaleko Bari, który może pomieścić 1000 widzów.